# Подгале (область)

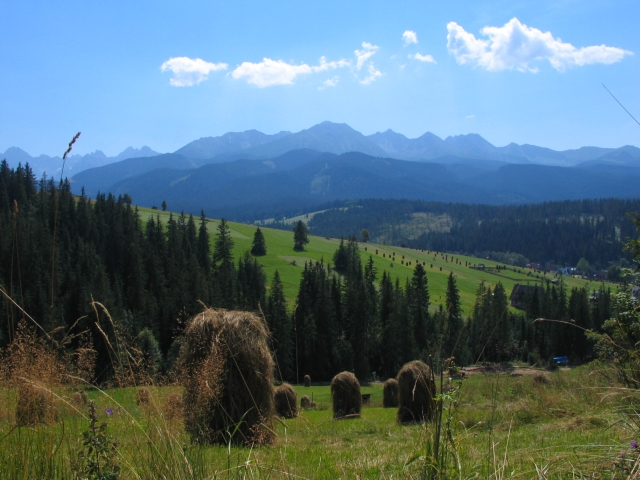
Горный ландшафт Подгале в районе села Мале Цихе (Małe Ciche)

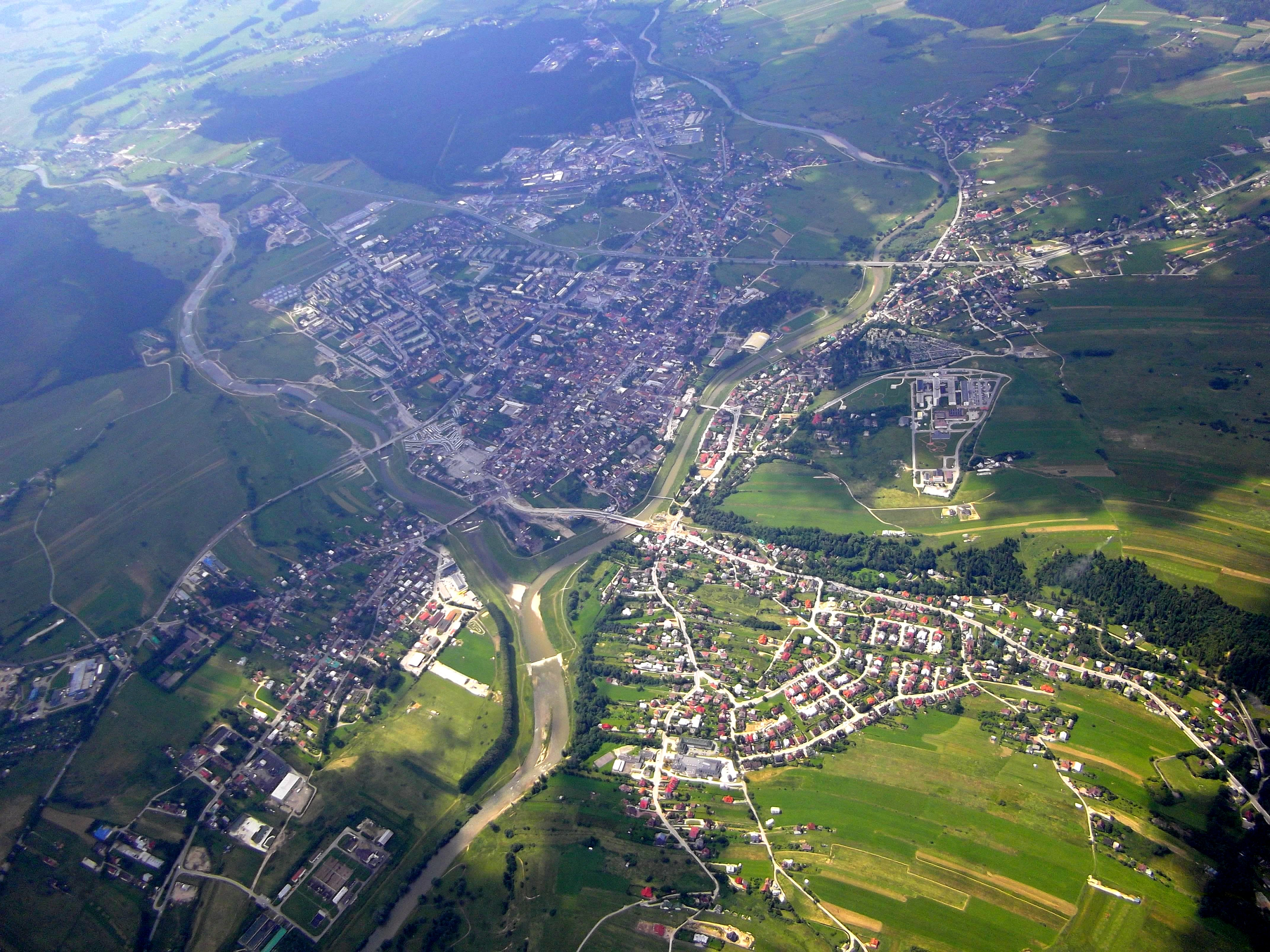
Вид на Новы-Тарг, центр Подгале

Подга́ле (пол. Podhale; также Подгалье) — историко-географическая область в южной Польше, расположенная на границе со Словакией в северных отрогах Татр в бассейнах рек Бялы-Дунаец и Чарны-Дунаец, а также в бассейне верхнего течения реки Дунаец.
Подгале находится в пределах Малопольского воеводства. На территории Подгале расположены такие города, как Новы-Тарг (исторический центр Подгале, называемый местными жителями просто «город») и Закопане, а также сёла, в их числе Чарны-Дунаец, Бялы-Дунаец, Бялка-Татшаньска, Буковина-Татшаньска и другие. Население представляет собой одну из субэтнических групп гуралей — подгалян.
Название региона Подгале появилось в середине XIX века, вначале оно относилось только к северным склонам Татр, но затем стало распространяться на земли, лежащие севернее, в начале XX века в Подгалье включали уже окрестности Новы-Тарга. Регион разделяется на несколько частей, Скалистое Подгале на юге, Среднее Подгале в равнинном районе Новы-Тарга, Восточное Подгале по левобережью Дунайца к востоку от Новы-Тарга и Нижнее Подгале в окрестностях Рабки.
Подгале осваивалось поляками с XI века, переселение шло с севера на юг из бассейнов реки Рабы и нижнего Дунайца.